# Hermes (planetka)
(69230) Hermes, předběžné označení 1937 UB je binární planetka ve sluneční soustavě.
Německý astronom Karl Reinmuth objevil tuto planetku v roce 1937 při jejím blízkém přiblížení k Zemi. Podmínky k pozorování nebyly vhodné, naši planetu minula na její denní straně. Těleso bylo náhodně zaznamenáno ještě na observatořích na Harvardu (USA), Sonnebergu (Německo) a v Johannesburgu (JAR). Vzhledem ke krátké době pozorování (pět dnů) se nemohla propočíst dráha natolik přesně, aby se mohlo těleso znovu objevit při dalším přiblížení, takže se planetka ztratila. Kromě základního označení 1937 UB dostala zřejmě kvůli blízkému průletu okolo Země (tehdy to byl úkaz pozorovaný jen vzácně) i jméno Hermes. Znovu objevena a zidentifikována s tělesem z roku 1937 byla až po 66 letech v říjnu 2003. Po zpřesňujících pozorováních byla určena s dostatečnou přesností dráha tělesa a planetka Hermes dostala své definitivní číslo 69230.
Donedávna byl Hermes jedinou planetkou, která měla kromě základního označení i jméno, ale neměla určenou přesnou dráhu, tudíž neměla ani číslo. Pravidla při pojmenovávání se již změnila. Číslo se nové planetce přidělí až po propočítání její dráhy. Teprve číselně označené planetce může být přiděleno i jméno.
Radarová pozorování v roce 2003 ukázala, že jde o planetku binární, přičemž obě planetky jsou přibližně stejně velké (průměr 300–450 m) a jsou od sebe vzdálené jen 1 200 m.

## Význam pro impaktní vědu
Přiblížení planetky Hermes patřilo k hlavním důvodům zvýšeného zájmu astronomů o teoretické nebezpečí kolize s asteroidy, v té době ještě obecně nepříliš uznávané. Této události využil ve svém článku "Hypotéza navíc" z roku 1956 i americký paleontolog Max Walker De Laubenfels pro vysvětlení vyhynutí dinosaurů na konci druhohorní křídy. Až 24 let po jeho teorii publikoval impaktní hypotézu o vymírání tým Luise Alvareze.